# Anilocra haemuli
Anilocra haemuli là một loài chân đều trong họ Cymothoidae. Loài này được Williams & Williams miêu tả khoa học năm 1981.